# Indochine (groupe)
Pour les articles homonymes, voir Indochine (homonymie).
Indochine est un groupe français de pop rock, originaire de Paris. Formé par Nicola Sirkis et Dominique Nicolas en 1981 et issu du courant synthpop et new wave, il est révélé par le titre L’Aventurier en 1982. Le groupe connaît un grand succès dans les années 1980 avec des tubes comme Trois nuits par semaine, 3e sexe, Tes yeux noirs ou Canary Bay. Après quelques albums ayant rencontré un succès moindre et un désintérêt manifeste des médias dans les années 1990, le groupe retrouve le succès en 2002 avec la sortie de l'album Paradize dont est issu le single J'ai demandé à la Lune.
Indochine est le premier groupe français à remplir le Stade de France en 2010. En 2011, il reçoit une Victoire d'honneur lors des Victoires de la musique ; avec plus de 13 millions de disques vendus, c'est le groupe français ayant vendu le plus de disques. En 2017, Indochine reçoit un prix d'honneur lors des NRJ Music Awards.
Le samedi 21 mai 2022, alors que le groupe bat le record du nombre de spectateurs présents au Stade de France lors de sa tournée Central Tour (97 036 personnes), un sondage place Indochine en troisième position du classement des artistes préférés des Français. L'année suivante, le groupe se hisse à la deuxième place de ce même classement.

## Histoire

### Formation et ascension (1980–1984)

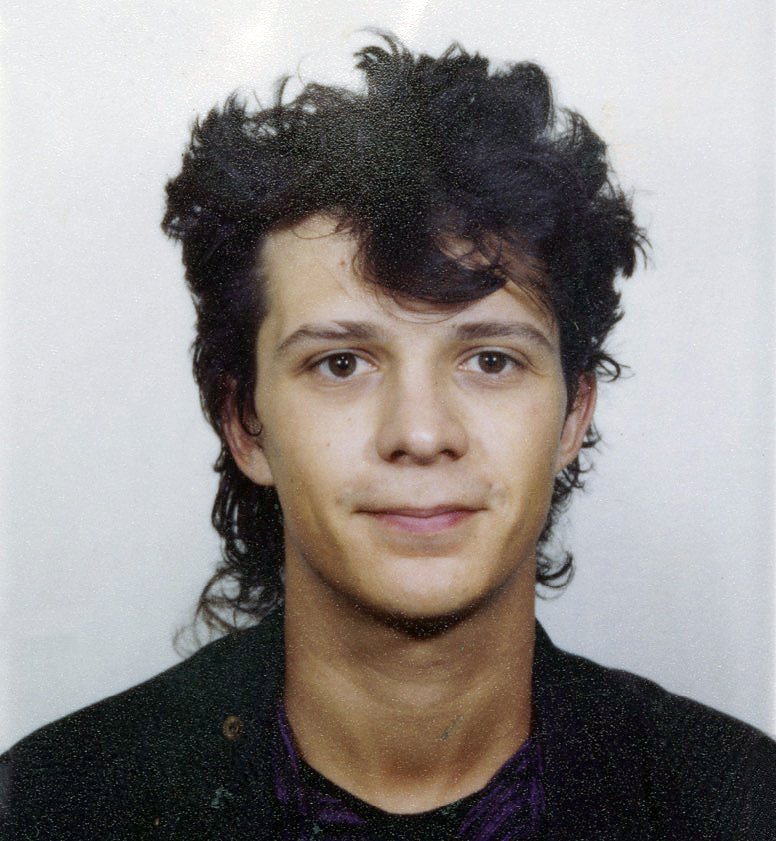
Stéphane Sirkis rejoint Indochine comme guitariste.

En septembre et décembre 1980 paraissent deux annonces dans Rock & Folk pour un groupe parisien nommé Les Espions qui cherche un bassiste et un chanteur. Dominique Nicolas et Nicola Sirkis répondent et sont recrutés, le premier à la basse et le second au chant, mais la musique de ce groupe étant trop compliquée, ils décident alors de monter leur propre formation le 10 mai 1981 : Indochine, le nom étant l'idée de Nicola Sirkis qui admirait Marguerite Duras. Il ne leur faut que quelques mois pour composer leurs premiers morceaux.
Le 29 septembre 1981 Marc Barriére produit leur tout premier concert au Rose Bonbon à Paris avec l'aide d'un ami qui débute au saxophone, Dimitri Bodiansky, et de Stéphane Sirkis au son. Grâce à ce court passage sur scène, ils décrochent leur premier contrat avec le producteur Didier Guinochet de la maison de disques Clemence Mélody, un label créé par Gérard Lenorman. En 1986, à la suite de certains différends, Indochine engagera un procès contre Didier Guinochet et Clemence Melody. Le groupe le gagne et fonde son propre label « Indochine Musique ». En novembre 1981, ils enregistrent leur premier simple avec les chansons Dizzidence politik et Françoise (Qu'est-ce qui t'a pris ?). Celui-ci ne leur vaut qu'un succès d'estime mais il a le mérite de faire découvrir le groupe aux critiques rock et aux médias.

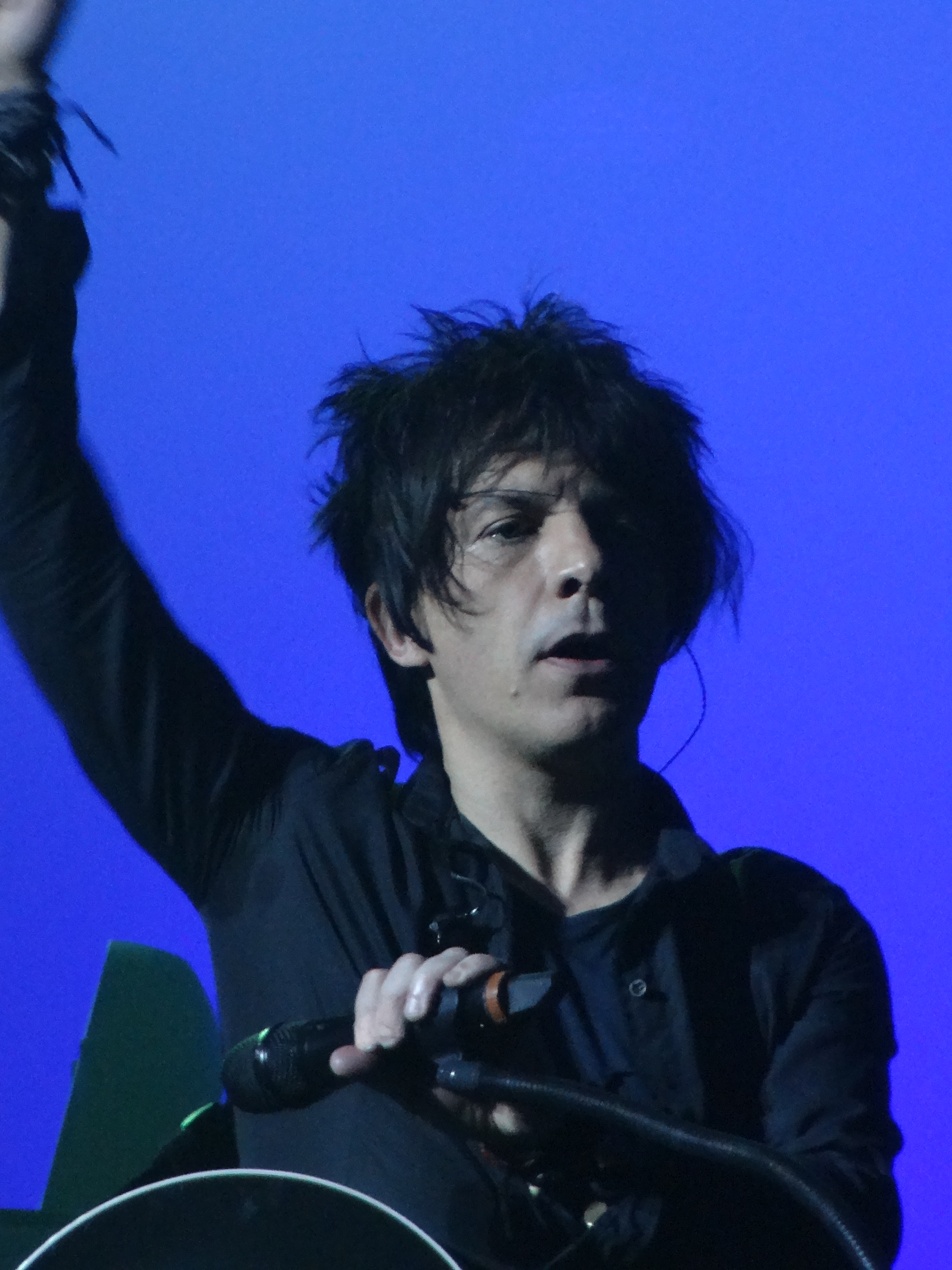
Nicola Sirkis.

Stéphane Sirkis, frère jumeau de Nicola Sirkis, rejoint officiellement le groupe et, en avril 1982, ils assurent les premières parties de Depeche Mode et de Taxi Girl. L'engouement pour Indochine prend de l'ampleur à chaque passage sur scène, à tel point que le manager de Taxi Girl décide de les déprogrammer de la tournée, craignant qu'ils ne fassent de l'ombre à son propre groupe dont le déclin a commencé. Indochine enregistre alors son premier album L'Aventurier qui sort le 15 novembre. Le simple du même nom, référence à l'univers de Bob Morane de l'auteur belge Henri Vernes, fait un véritable carton durant l'été 1983 en s'écoulant à 500 000 exemplaires. L'album s'écoule quant à lui à plus de 250 000 exemplaires. La presse s'enthousiasme et décerne au groupe le Bus d'Acier 1983, qui récompense alors les artistes de la scène rock.
Le 28 novembre 1983, ils sortent leur deuxième album Le Péril jaune qui reprend les thèmes exotiques et dansants du précédent. Un concert à guichets fermés est donné le 5 décembre 1983 à l'Olympia. Ils enchaînent avec une tournée à travers toute la France durant l'année 1984. Le succès se confirme avec les simples Miss Paramount et Kao Bang, permettant à l'album de se vendre à 225 000 exemplaires en France.

### Consécration (1985–1986)
Le 10 mai 1985 paraît leur troisième album 3 dans lequel Indochine délaisse les univers BD et asiatique qui ont fait leur succès pour aborder des thèmes plus ambigus. Les chansons 3e sexe, Canary Bay et Trois nuits par semaine (inspirée de L'Amant de Marguerite Duras) connaissent un grand succès. Une émission spéciale leur est consacrée dans Les Enfants du rock.
C'est à cette période que le groupe commence à exporter sa musique, remportant notamment un véritable succès dans certains pays scandinaves et au Québec. Une tournée de huit dates est organisée à travers la Suède et le Danemark. En 1986, leur tournée française passe par le Zénith de Paris pour quatre concerts à guichets fermés : devant le succès remporté, elle sera prolongée par une tournée d'été. Serge Gainsbourg réalise le clip du titre Tes yeux noirs qui est un des tubes de l'été 1986 (no 8 au Top 50). En un peu plus d'une année, Indochine a écoulé plus de 750 000 albums et 1 300 000 simples en France,.
En octobre 1986, pour fêter son cinquième anniversaire, le groupe décide de publier l'enregistrement du concert donné au Zénith de Paris. L'album se vend à plus de 350 000 exemplaires en France et marque le début du succès du groupe au Pérou : l'album y est certifié quadruple disque de platine pour plus de 150 000 ventes.

### 7000 dansesetLe Baiser(1987–1992)
L'enregistrement de l'album 7000 danses se déroule entre la France, l'île de Montserrat et Londres. Le premier extrait, Les Tzars, sort pendant l'été 1987. Certains critiques musicaux n'hésitent pas à dire que le groupe est une vulgaire copie de The Cure, tandis que d'autres considèrent que Nicola Sirkis chante faux et que leur musique ne tient la route en concert que grâce à des bandes pré-enregistrées. Malgré tout, l'album se vend à près de 340 000 exemplaires et, en mars 1988, Indochine entame une tournée qui les conduit en France, Belgique, Suisse, Canada ainsi qu'au Pérou pour quatre concerts à guichets fermés à Lima rassemblant 48 000 personnes. À cette occasion, les concerts de la tournée sont filmés et une vidéo est publiée en 1989 sous le titre Indochine Tour 88 conçu sous la forme d'un documentaire entrecoupé de titres live. L'année 1989 marque également une première rupture dans la vie du groupe : Dimitri Bodiansky décide de prendre ses distances pour se consacrer davantage à sa famille.
Devenu trio, Indochine sort un nouvel album, Le Baiser, en février 1990. Au-delà des références cinématographiques et littéraires qui ont inspiré Nicola Sirkis pour l'écriture des textes, l'album se veut plus abouti au niveau des arrangements et de la production avec un son plus acoustique qui se détache de la new-wave des années 1980. L'apport d'instruments tels que le violoncelle, l'harmonica, le santour ou le kamânche, renouvelle le « son » Indochine. L'album reçoit cependant un accueil critique peu enthousiaste de la part de certains médias. Entré à la 9e place du Top Albums, le disque se vend finalement à près de 250 000 exemplaires.
En 1991, Indochine fête ses dix ans d'existence et publie Le Birthday Album, une compilation qui rencontre un succès considérable : plus de 600 000 albums sont vendus à travers l'Europe. En 1992, Marc Éliard rejoint le groupe. Indochine reprend la route à l'occasion du Birthday Tour qui attire une nouvelle génération de fans et permet au groupe d'entrevoir les années 1990 sereinement. Cependant, la suite des événements est plus chaotique.

### Un jour dans notre vieetWax(1993–1998)
L'album Un jour dans notre vie sort en novembre 1993. À l’époque où dominent le grunge et la techno, les médias considèrent Indochine comme un groupe du passé. L’album ne remporte pas le succès escompté (environ 90 000 exemplaires vendus en France). Une tournée suit en 1994, Une nuit dans votre ville, au cours de laquelle Indochine se produit sur la grand-place de Spa (Belgique) lors des Francofolies. Un album en concert y est enregistré et sort sous le nom de Radio Indochine à la fin de l’année.
Fin 1994, Dominique Nicolas, compositeur des six premiers albums et des plus grands tubes d’Indochine, décide de quitter le groupe, n'étant plus en phase avec Nicola Sirkis sur la direction à prendre pour Indochine. Les deux frères Sirkis se retrouvent seuls, et partent à la recherche d’un nouveau guitariste qu’ils trouvent en la personne d’Alexandre Azaria (futur compositeur de musique de films). Une nouvelle compilation, Unita, est commercialisée en 1996 (incluant un inédit issu du futur album, Kissing My Song) et s’écoule à plus de 100 000 exemplaires. Elle est accompagnée d’un deuxième CD, Les Versions longues, regroupant les versions sorties entre 1984 et 1991 sur maxi 45 tours ou maxi CD single.
En l'absence de soutien médiatique et de promotion de la part de la maison de disques, la sortie de l'album Wax en novembre 1996 passe quasiment inaperçue (environ 50 000 exemplaires vendus[source insuffisante]). Principalement composé par les frères Sirkis avec l'aide d'Alexandre Azaria (guitariste) et de Jean-Pierre Pilot (claviériste), l'album a une tonalité plus « pop » que le précédent. Bien que les textes de Nicola Sirkis restent fidèles à l'univers d'Indochine, une touche nouvelle apparaît, une sorte de « fausse naïveté adolescente ».
Aux yeux des médias et de leur propre maison de disques, Indochine est ringard et n'a plus d'avenir. Au cours de l'année 1997, Indochine est remercié par BMG qui ne les trouve plus assez vendeurs. Le salut vient de la scène qu'Indochine arpente depuis dix-sept ans : le Wax Tour remplit de nombreuses salles. Au mois de mai 1997, ils enregistrent le concert donné à l'Ancienne Belgique (Bruxelles), qui sort quelques mois plus tard sous la forme d'un double CD Indo Live : édité par le label de TF1, Une Music, il bénéficie d'une grosse campagne publicitaire et s'écoule à 300 000 exemplaires.
Au sein de la formation, les guitaristes se succèdent : Alexandre Azaria est remplacé par M. Tox qui est lui-même remplacé par Boris Jardel. En 1998, Indochine décide de poursuivre sa série de concerts et entame une nouvelle tournée, le Live Tour, qui attire un public de plus en plus nombreux.

### Dancetaria(1999–2000)
Pour l'album Dancetaria, Nicola Sirkis fait appel pour les arrangements à Olivier Gérard, un fan du groupe qui s'est fait connaître en lui envoyant ses remixes. Les compositions restent néanmoins l'œuvre de Jean-Pierre Pilot et des frères Sirkis.
Le 27 février 1999, alors que l'enregistrement de l'album Dancetaria vient de commencer, Stéphane Sirkis meurt d'une hépatite foudroyante. Nicola Sirkis décide alors de continuer l'aventure et déclare : « Indochine vivra, comme Stéphane le souhaitait. » Pour éviter une médiatisation malsaine, la sortie du CD est décalée à août 1999. Album sombre aux accents pop, glam et gothique, il bénéficie des arrangements modernes et des trouvailles sonores d'Olivier Gérard. Il sonne comme un hommage à Stéphane Sirkis avec des chansons comme She Night ou Atomic Sky. L'album entre à la 14e place du Top Albums. Il est le deuxième acte, et certainement le plus important, de la trilogie qui ramène le groupe au-devant de la scène. Près de 120 000 exemplaires sont vendus[source insuffisante]. Indochine repart en tournée pour le Tour 99, passant notamment par le Forest National de Bruxelles et le Zénith de Paris. En 2000, le Dancetaria Tour reprend. Finalement, la tournée dure deux ans et donnera lieu à 80 concerts auxquels ont assisté plus de 150 000 personnes. Un documentaire mi-live mi-reportage, Les Divisions de la joie, est commercialisé le 16 avril 2002.
Du concert acoustique donné à la Maroquinerie de Paris le 27 février 2000 à la mémoire de Stéphane Sirkis naît l'idée des Nuits intimes, une tournée acoustique d'une trentaine de dates dans de petites salles et dont le concept est repris pour l'album enregistré en studio dans des conditions live Nuits intimes, sorti le 9 janvier 2001. C'est également en 2000 que leur ancienne maison de disques BMG fait paraître la compilation Génération Indochine sans l'accord du groupe. Les trois membres fondateurs et Lou Sirkis (la fille de Stéphane Sirkis) décident de l'assigner en référé pour demander l'interdiction de la commercialisation du disque, ce qu'ils finissent par obtenir.

### Paradize(2001–2005)

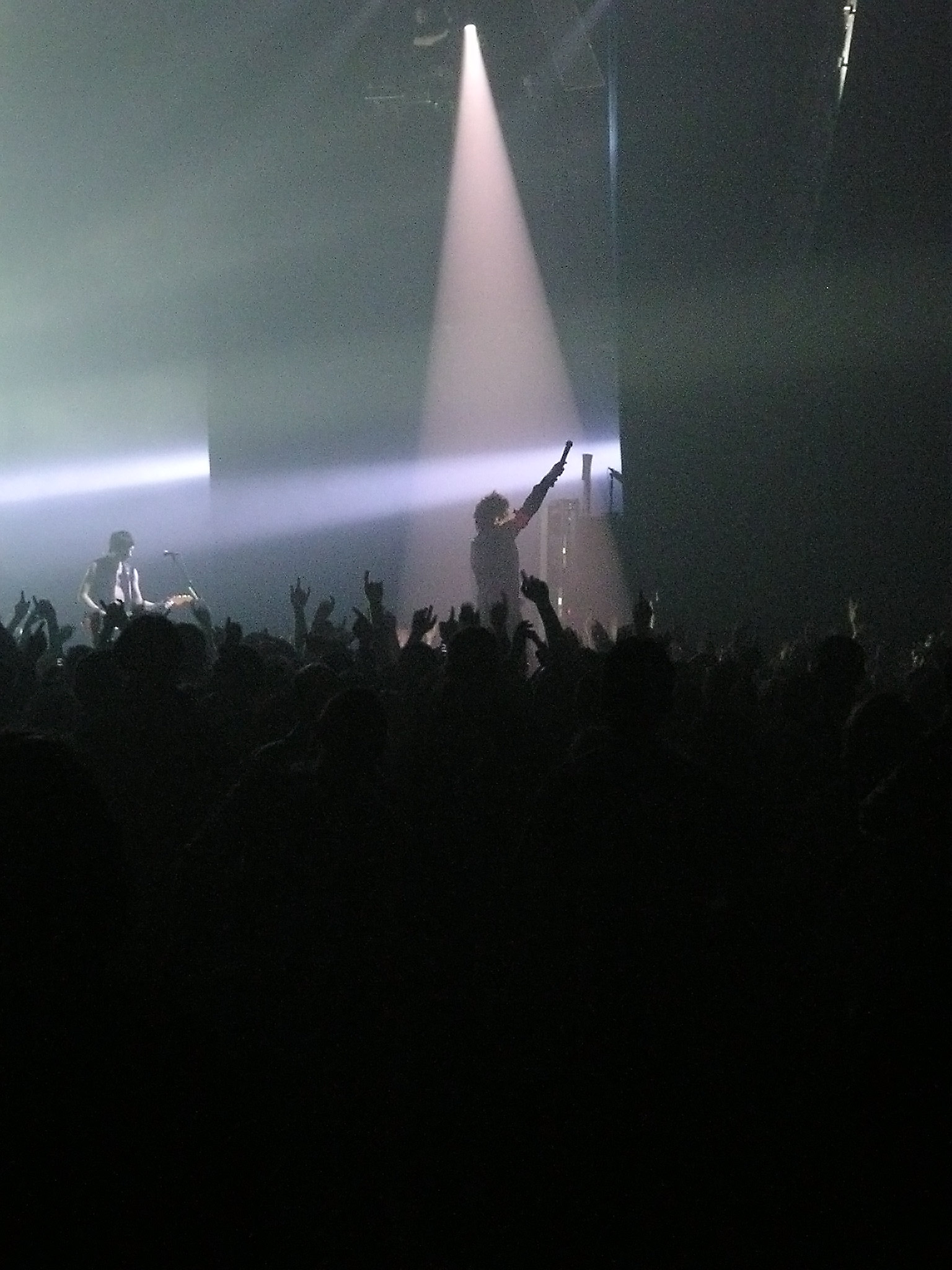
Concert d'Indochine, Alice et June Tour, 2006.

En mars 2002, Indochine sort l'album Paradize qui marque le retour médiatique et commercial du groupe. Pour la première fois, Indochine s'ouvre aux collaborations, de nombreux artistes ayant participé à sa conception dont Melissa Auf der Maur, Mickey 3D, Gérard Manset, Jean-Louis Murat et les romancières Ann Scott et Camille Laurens. Les textes abordent « le flou de l'identité sexuelle, la religion, l'exotisme asiatique et une certaine idée de la spiritualité ».
Musicalement, le groupe ressent le besoin de remettre en avant les guitares électriques et leur énergie après la tournée acoustique Nuits intimes. Les compositions sont principalement de Nicola Sirkis et d'Olivier Gérard, qui devient membre du groupe à part entière et dont les influences comme le metal industriel (Marilyn Manson, Nine Inch Nails…) se font ressentir sur les arrangements et la production. Gareth Jones (producteur habituel de Depeche Mode et d'Erasure) a été chargé du mixage et de la réalisation.
Dès sa sortie, l'album entre directement 3e des meilleures ventes et surprend les programmateurs qui s'emparent du titre J'ai demandé à la Lune en lui offrant un large support radiophonique. Face à ce succès inattendu, les médias présentent de nouveau Indochine comme la référence rock en France, oubliant qu'ils avaient méprisé le groupe tout au long de la décennie 1990, les traitant notamment de « sinistre ringardise échappée des années 1980 ».
2002 est donc l'année du retour en grâce pour Indochine qui obtient un MTV Europe Music Awards, une Victoire de la musique ainsi qu'un NRJ Music Awards. L'album se vend à plus d'un million d'exemplaires en France et reçoit un disque de diamant. Le total des ventes des 6 simples extraits approche pour sa part les 1 500 000 exemplaires[source insuffisante]. La tournée Paradize Tour s'étale sur 2 ans et 94 dates, rassemblant 500 000 spectateurs. Le dernier concert a lieu le 3 juin 2003 à Bercy devant 17 000 personnes : Indochine devient alors le troisième groupe français à remplir cette salle (après Kassav' en 1996 et les 2Be3 en 1998).
En janvier 2004, Indochine publie l'enregistrement public 3.6.3, en référence à la date de son enregistrement, le 3 juin 2003. Cet album entre directement à la première place du Top Albums en France, ce qui n'était jamais arrivé pour Indochine jusqu'alors. Il est suivi d'un triple DVD, Paradize Show. Le succès est au rendez-vous : 200 000 albums et 100 000 DVD vendus[source insuffisante]. En septembre 2004, BMG décide en accord avec Indochine de rééditer Le Birthday Album 1981-1991 : la compilation Le Birthday album 1981-1996 comporte six titres de plus et bénéficie d'une remastérisation SACD. Le 14 décembre 2004, c'est au tour de L’Intégrale des clips de sortir en DVD.

### Alice et June(2005–2008)
Le dixième album studio d'Indochine, Alice et June, sort le 19 décembre 2005. Avec un son plus rock, ce double album se situe malgré tout dans la lignée de Paradize. Cette fois, Indochine a collaboré avec Brian Molko, Didier Wampas, le groupe AqME et la chorale Scala. Le titre de l'album fait référence au livre de J. D. Salinger L'Attrape-cœurs et raconte les tracas adolescents de deux filles.
Quatre simples sont extraits : Alice et June, Ladyboy, Adora et Pink Water. Si les ventes de l'album n'atteignent pas celles de Paradize (450 000 exemplaires vendus en France[source insuffisante], contre plus d'un million pour Paradize), la tournée Alice et June Tour est un véritable triomphe puisqu'elle rassemble plus de 600 000 spectateurs entre mars 2006 et mai 2007, avec trois Bercy complets et plusieurs dates doublées, triplées voire quadruplées. Cette tournée est également marquée par deux concerts donnés au Viêt Nam les 6 et 7 juin 2006 à l'opéra de Hanoï, avec l'orchestre philharmonique de Hanoï à l'occasion des 25 ans du groupe. Ces concerts font l'objet d'une parution en double CD et DVD en février 2007.
La tournée est prolongée par trois dates dans des festivals au cours de l'été 2007, dont un concert en plein air devant 11 000 personnes à la foire aux vins de Colmar durant lequel Nicola Sirkis accueille sur scène sa nièce, Lou Sirkis, membre du groupe Toybloïd et fille de Stéphane Sirkis. La tournée est à nouveau prolongée en décembre 2007 par le Dernier petit Tour d’Alice & June, composé de cinq dates dans des petites salles.
Afin de conserver une trace discographique de cette tournée, un CD et DVD live est publié le 3 décembre 2007. Le DVD est certifié Triple platine. En avril 2008, Indochine participe à la campagne de boycott des Jeux olympiques de Pékin. À cette occasion, le groupe enregistre et tourne le clip de You spin me round (reprise du groupe Dead or Alive) au profit de RSF.

### La République des Meteorset premier Stade de France (2009–2011)

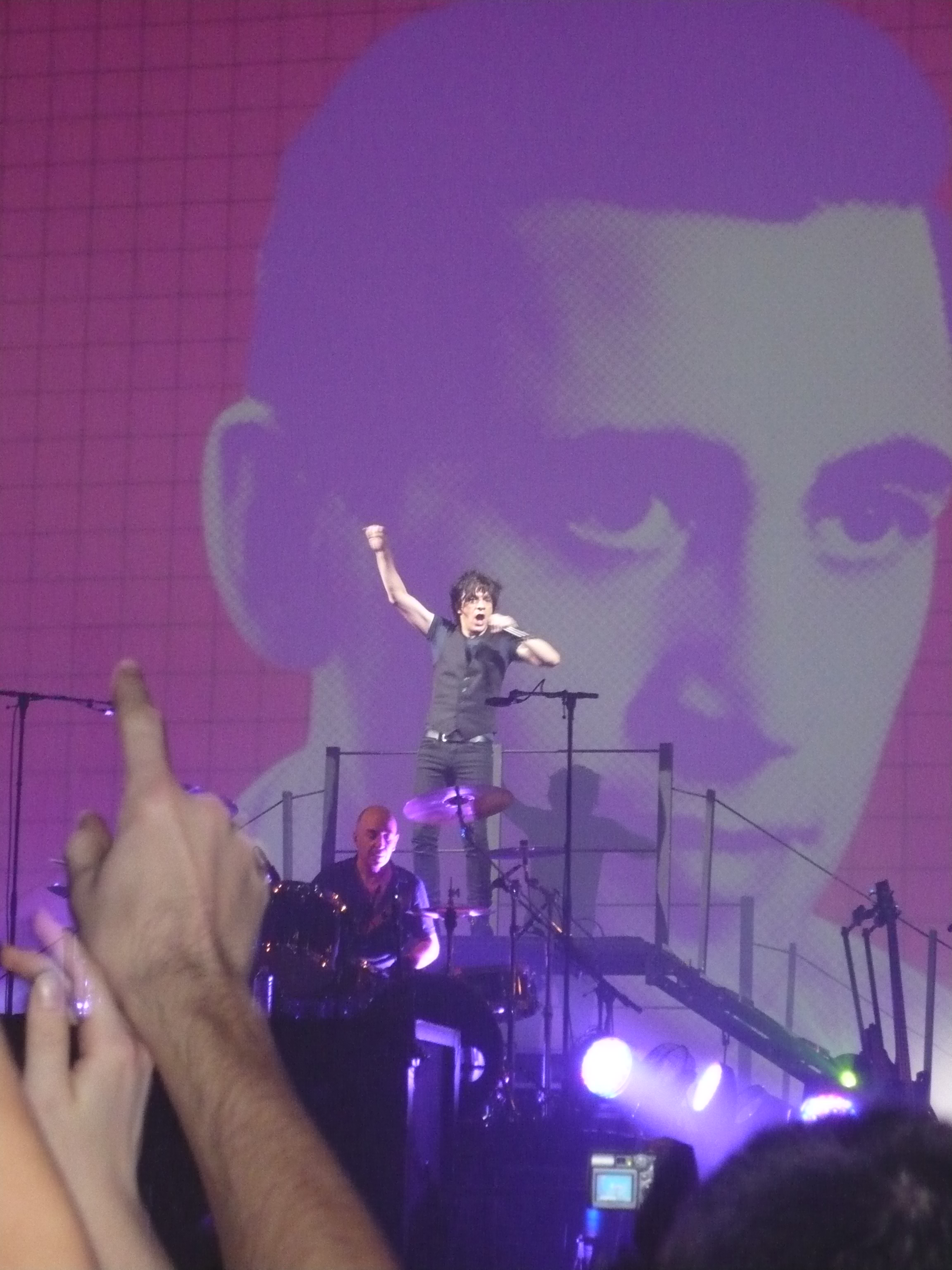
Indochine à Tours en 2009 (Meteor Tour).

L'album La République des Meteors sort le 9 mars 2009, soutenu par les simples Little Dolls, Play Boy, Le Lac, Un ange à ma table (dont le clip est réalisé par Nicola Sirkis) et Le dernier jour. Musicalement, cet album se démarque des deux précédents par l'utilisation de nouveaux instruments tels que le toy piano, le ukulélé ou l'accordéon, et par sa sonorité beaucoup plus pop. La thématique générale des textes est basée sur la séparation et la rupture amoureuse, symbolisée notamment par les hommes partant au front durant la Première Guerre mondiale.
À sa sortie, l'album est certifié disque de platine en France et disque d'or en Belgique. Au total, près de 400 000 exemplaires ont été vendus en Europe, dont 300 000 en France.
Le Meteor Tour débute le 26 juin 2009 à l'Olympia, puis est suivi d'un concert donné le 14 juillet 2009 sur les plaines d'Abraham lors du Festival d'été de la ville de Québec. La tournée d'une soixantaine de dates affichant complet quasiment partout, se poursuit en France, en Belgique et en Suisse, avec en point d'orgue le concert du 26 juin 2010 au Stade de France devant 80 000 spectateurs, durant lequel Dimitri Bodiansky et Lou Sirkis montent sur scène pour accompagner le groupe sur Tes yeux noirs. Offrant un spectacle de grande dimension avec trois scènes et 690 m2 d’écrans[source insuffisante], Indochine devient le premier groupe de rock français à remplir le Stade de France.
Durant l'été 2010, Indochine participe à plusieurs festivals, notamment aux Vieilles Charrues, au festival Musilac d'Aix-les-Bains, au Paléo Festival de Nyon, ainsi qu'à la Foire aux vins d'Alsace à Colmar. Le 2 septembre, Indochine donne un concert privé au Studio 104 de la Maison de la Radio. Après trois nouvelles dates en septembre (dont l'inauguration de l'Arena Montpellier), le Meteor Tour s'achève à Bercy le 15 septembre en ayant réuni plus de 800 000 spectateurs.
L'album enregistré en public et le DVD du concert au Stade de France, Putain de stade, sortent le 17 janvier 2011. À cette occasion, Indochine repart sur les routes en janvier pour six concerts en version club, Le Meteor Club Tour. Toutes les places de ces concerts sont vendues en moins de deux heures. Le 9 février 2011, le groupe reçoit une Victoire d'honneur aux Victoires de la musique, trophée que Nicola Sirkis remet immédiatement à une personne du public pour symboliser le lien entre le groupe et ses fans. Quelques jours plus tard, le chanteur refuse d'être nommé Chevalier des Arts et des Lettres à cause du remettant de l'époque, Nicolas Sarkozy.
Le 18 mars 2011, Indochine enregistre avec la chanteuse japonaise Amwe Un ange à ma table en version japonaise, afin de soutenir l'action de la Croix-Rouge au Japon à la suite du séisme et du tsunami que le pays a connu le 11 mars 2011. La vente de ce titre, proposé sur le site officiel du groupe, permet de verser plus de 12 000 € aux Japonais sinistrés.

### Paradize +10etBlack City Parade(2012–2016)

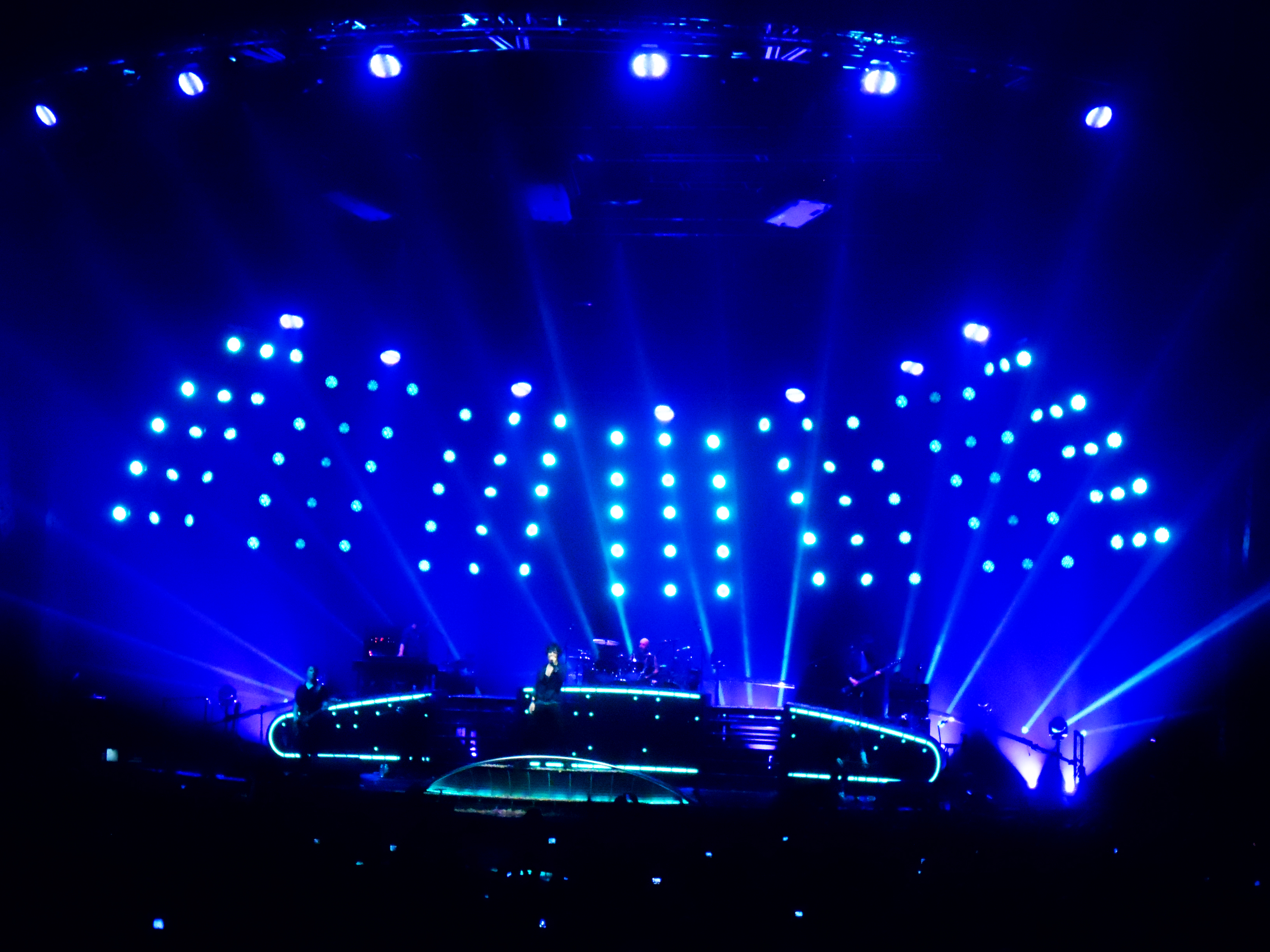
Indochine au Zénith de Nantes en 2013.

Afin de fêter les dix ans de l'album Paradize, une nouvelle édition remastérisée, Paradize+10, sort le 13 février 2012. Indochine organise alors deux concerts au Zénith de Paris. Lors de la mise en vente des billets, les 12 000 places sont vendues en douze minutes.
En février 2013, paraît l'album Black City Parade, qui reçoit un très bon accueil critique et public (l'album sera certifié double disque de platine). Après le simple Memoria, Indochine sort le titre College Boy, dont le clip réalisé par Xavier Dolan est censuré (la vidéo montre un enfant martyrisé par ses camarades, qui finit crucifié et exécuté par des tirs de mitraillettes).

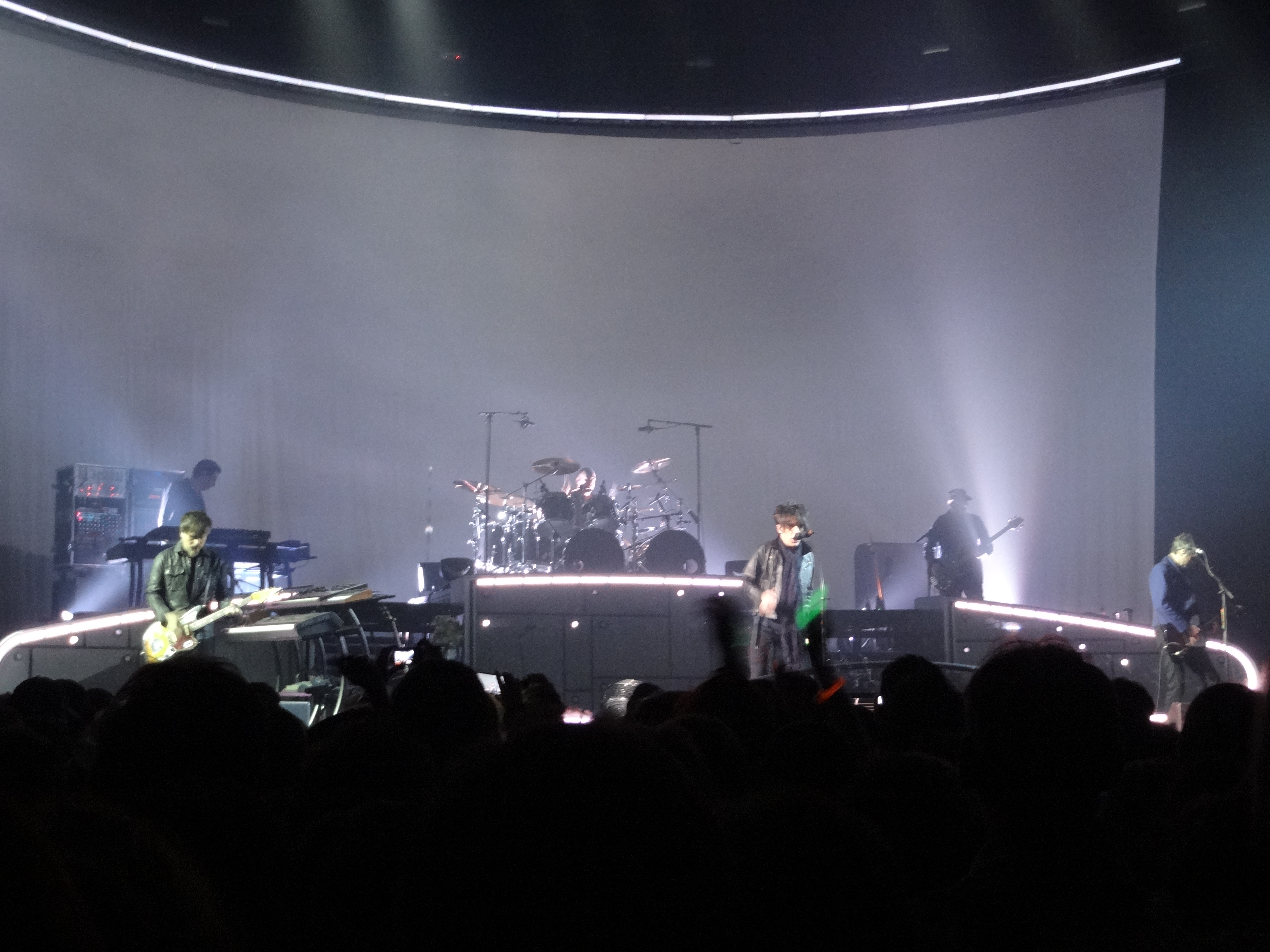
Indochine à Brest en mars 2013.

Dix jours après la sortie de l'album, Indochine entame une nouvelle tournée à travers la France, Black City Tour 1, première étape d'une tournée en trois actes : d'abord dans des petites salles (dans lesquelles le groupe n'avait pas joué lors du Meteor Tour), puis Black City Tour 2 dans des Zéniths et des grandes salles, et enfin Black City Tour 3 avec une date au Palais 12 de Bruxelles et deux dates au Stade de France, les 27 et 28 juin 2014. Quelques mois plus tard, le groupe se produit à l'Institut du Monde Arabe, à Paris.
Après avoir publié en décembre 2014 le DVD live du Black City Tour enregistré à Bruxelles (le live Black City Concerts enregistré au Stade de France sortira un an après), le groupe annonce une série de concerts dans des petites salles de grandes villes européennes pour le printemps 2015 (Barcelone, Milan, Berlin, Copenhague, Stockholm, Oslo, Anvers et Amsterdam). Lors de la première date de cette tournée, Europe City Club Tour, le public découvre que François Soulier et François-Régis Matuszenski ne font plus partie du groupe : Ludwig Dahlberg officie désormais à la batterie tandis que les claviers ont disparu au profit d'un ordinateur, en attendant un futur remplaçant.
En 2016, le groupe renoue avec les festivals d'été en participant à sept dates lors d'un Festivals Tours.

### 13(2017–2019)

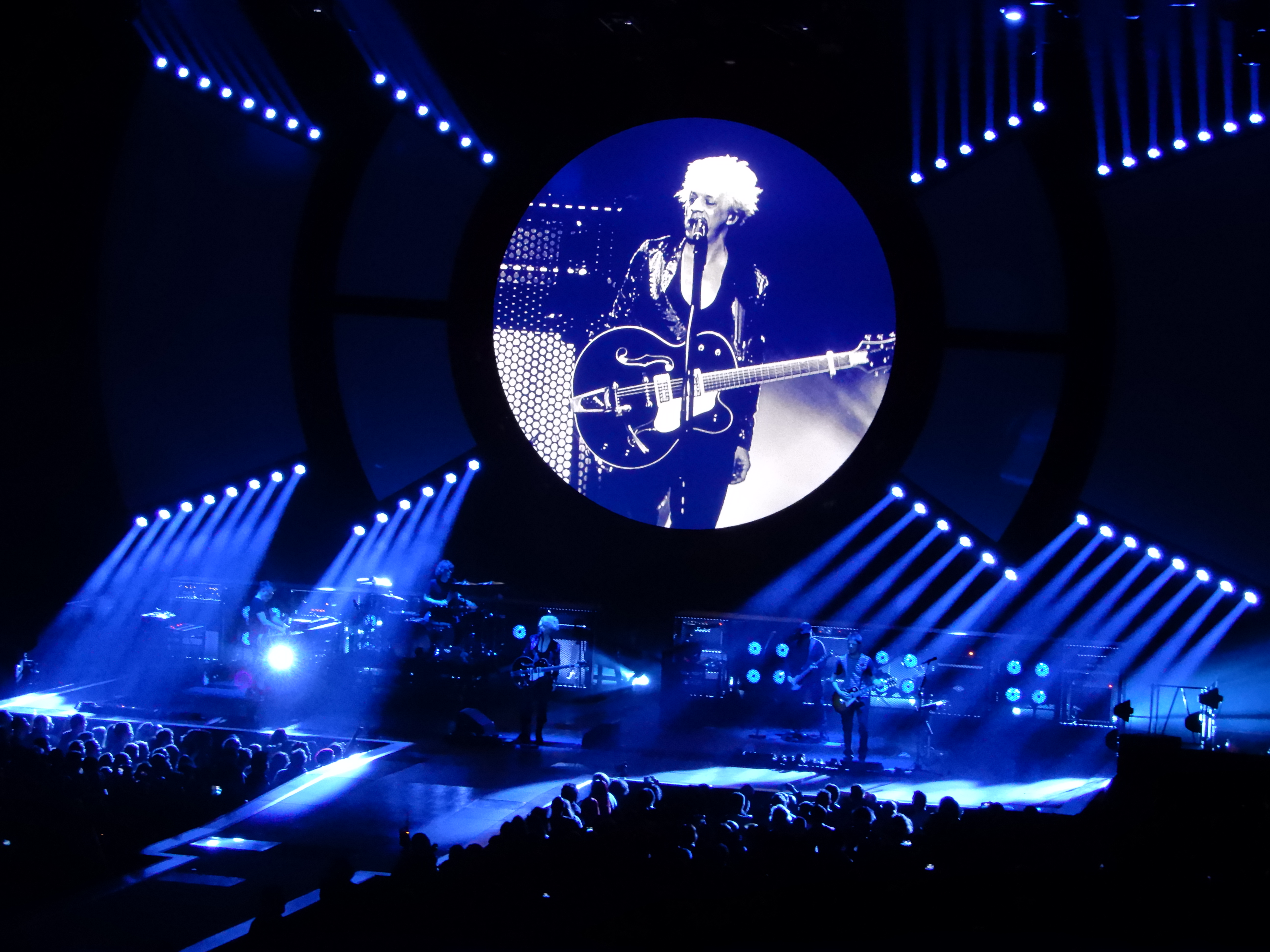
Indochine au Zénith de Nantes Métropole en avril 2018.

Le 8 juin 2017, dans l'émission de télévision Quotidien, le groupe dévoile le titre La vie est belle, premier extrait de l'album 13, annoncé pour le 8 septembre 2017. Le 21 juin 2017, la billetterie pour le 13 Tour ouvre, 100 000 billets sont vendus en une seule journée. L’album dépasse les 100 000 exemplaires vendus en trois semaines, puis est certifié disque de platine. Avec ce nouvel opus, Indochine est nommé aux NRJ Music Awards 2017 dans la catégorie « groupe francophone de l'année » et « clip de l'année » (où le groupe recevra un prix d'honneur) et pour l'« album de l'année RTL ».
De février à novembre 2018, Indochine entame le 13 Tour, un spectacle pour lequel un écran géant est accroché au-dessus du public. La date du 16 novembre à Bercy est diffusée en direct sur TMC. La première partie des concerts est assurée par le groupe Requin Chagrin sur 17 dates (à partir du 10 février 2018 à Epernay).
Un concert a lieu le 22 juin 2019 au Stade Pierre Mauroy à Lille pour fêter les soixante ans de Nicola Sirkis. Les 27 000 places étant vendues en quatre heures, le groupe décide d'ajouter une seconde date et annonce que le concert sera retransmis sur YouTube,.

### Singles CollectionetCentral Tour(2020–2022)
Le 7 mars 2020, Indochine offre un concert pour fêter les 20 ans de La Coopérative de Mai, à Clermont-Ferrand. Le 26 mai 2020, en direct du Stade de France, le groupe annonce la sortie du nouveau simple Nos célébrations, d'une nouvelle tournée pour l'été 2021, le Central Tour, composée uniquement de concerts dans des stades (qui sera reportée en 2022 à cause de la pandémie), et de la sortie de deux compilations, Singles Collection (1981-2001) et Singles Collection (2001-2021). Les deux volets sont certifiés double disque de platine (plus de 200 000 ventes chacun).
Le 29 mai 2021, le groupe participe au concert expérimental Ambition Live Again à l’Accor Arena, afin de vérifier s'il est possible de reprendre les concerts debout malgré la pandémie de Covid-19 sans provoquer des foyers de contamination. La participation, soumise à un protocole, est gratuite, et conclue à un faible nombre de contaminés.
En septembre 2021, paraît le livre Indochine par Nicola Sirkis et Rafaelle Hirsch-Doran. Un concert gratuit est donné à Bruxelles le 25 septembre sur la Grand-Place.
Le Central Tour se déroule en 2022, avec six dates dans cinq stades français, chacun marquant un record d'affluence : le 21 mai au Stade de France (97 036 spectateurs), le 4 juin au Matmut Atlantique de Bordeaux (53 483), le 11 juin à l'Orange Vélodrome de Marseille (59 400), le 25 juin au Groupama Stadium de Lyon (72 561), et les 2 et 3 juillet au Stade Pierre Mauroy de Villeneuve-d'Ascq (67 838 et 67 481). Au total, 417 799 spectateurs y assistent pour les 6 concerts complets. Le concert lyonnais est filmé par 22 caméras IMAX, et le film, dédié à Jonathan Destin, est diffusé dans 473 salles de cinéma en novembre,. Il est dédié à Jonathan Destin, figure de la lutte contre le harcèlement scolaire décédé quelques jours avant le concert et avec qui Nicola Sirkis avait posé en Une de La Voix du Nord.
Le 8 septembre 2022, Sirkis collabore avec Moby sur le titre This is not our World (Ce n'est pas notre monde).

### Central TouretFestival Tour 2023(2023)
Le 13 janvier 2023 sort l'album enregistré en public Central Tour qui se classe à la première place du Top Albums en France. L'album est certifié disque de platine (100 000 exemplaires) et le DVD diamant (40 000 exemplaires)[réf. nécessaire].
Entre avril et mai 2023, le groupe est aux AIR Studios de Londres, puis aux studios ICP de Bruxelles. Le 11 juin 2023, un concert est donné à la Roundhouse de Londres devant 3 000 spectateurs. Le 17 juin 2023, un concert est donné au Nancy Open Air devant 22 000 spectateurs. Du 29 juin au 4 août 2023, le groupe participe à neuf festivals d'été : La Nuit de l'Erdre (20 000), Les Eurockéennes (25 000), Beauregard (30 000), Musilac (25 000), Déferlantes (25 000), Pause Guitare (17 500), Paléo Festival (40 000), Les Nuits de Fourvière (4 200) et Ronquières (30 000). Le groupe est en tête d'affiche à tous les festivals auxquels il participe avec, au total, plus de 217 000 personnes qui assistent à la tournée[réf. nécessaire].

### Babel BabeletArena Tour(depuis 2024)
Le 15 mars 2024, la photo The Salingers reviennent est publiée dans plusieurs magazines. Cette dernière contient des indices et semble amorcer le retour du groupe et ce qui pourra être son quatorzième album studio. Dans les jours qui suivent, des comptes sont créés sur différents réseaux sociaux (Instagram, Facebook, Twitter, TikTok et YouTube). Le 16 mai 2024, le groupe laisse paraître sur ses réseaux sociaux une photo de leurs silhouettes ainsi que la date « 14/06/2024 ». Quelques heures plus tard, TF1 annonce que leur hymne officiel pour la diffusion des matchs et des bandes annonces sur cette chaine sera issu d'un single du groupe.
Le 14 juin 2024, le single Le chant des cygnes est dévoilé. Son clip est publié sur YouTube, ainsi que la version album, la version instrumentale et la version radio. Le 28 juin 2024, la date de sortie du quatorzième album studio Babel Babel est annoncée pour le 7 septembre 2024. Il s'agit d'un double album de 17 titres. 10 des 17 titres sont joués en avant-première au cours d'un concert privé le 3 septembre retransmis sur TMC la veille de la sortie du disque, le 6 septembre. Ce 6 septembre est également annoncée la tournée nommée Arena Tour qui aura lieu dans 17 villes en France, Belgique et Suisse. Le groupe jouera deux dates dans chaque ville. 34 dates entre janvier et juin 2025 dont deux dates à l'Accor Arena (Bercy) de Paris les 20 et 21 Juin 2025. Aux 34 dates, complètes en quelques heures, deux dates sont rajoutées dans chaque ville, à l'exception de Lausanne où une seule date est ajoutée. Cela porte la tournée à 67 dates et près de 700 000 places disponibles. Deux dates à l'Accor Arena (Bercy) de Paris sont ajoutées les 17 et 18 juin 2025. Afin de satisfaire une plus grande majorité de fan, le groupe poursuivra sa tournée dans la France dans certaines des salles qu'ils ont déjà remplis durant la première salve de concert, comme à l'Accor Arena (Bercy).
Le 1er novembre 2024, Indochine reçoit le NRJ Music Awards du groupe francophone de l'année.

## Membres

### Membres actuels
- Nicola Sirkis – chant, guitare, claviers, harmonica (depuis 1981)
- oLi dE SaT – guitare rythmique, sample, claviers, compositeur (depuis 2002)
- Boris Jardel – guitare solo (depuis 1998)
- Marc Éliard — basse (depuis 1992)
- Ludwig Dahlberg – batterie, percussions (depuis 2015)

### Anciens membres
- Dominique Nicolas – guitare solo, basse, claviers, compositeur des six premiers albums (1981–1994)
- Dimitri Bodiansky – claviers, saxophone, percussions (1981–1989)
- Stéphane Sirkis – guitare rythmique, claviers, compositeur de quinze chansons (1982–1999) - décédé alors qu’il était membre du groupe
- Arnaud Devos – batterie (1984–1987)
- Diego Burgard – basse  (1987–1992)
- Jean-My Truong – batterie (1987–1994)
- Philippe Eidel - claviers et accordéons (1989–1994) - mort en 2018
- Jean-Pierre Pilot – claviers, compositeur, album Dancetaria (1994–2001)
- Replicant – guitare solo, compositeur, album Wax (1996)
- Mr. Tox – guitare solo (1997)
- Mr. Yann – batterie (1997–1998)
- Matthieu Rabaté – batterie (1999–2002)
- Frédéric Helbert – claviers (2001–2004)
- Mr. Shoes – batterie (2002–2014)
- Matu – claviers (2005–2015)

## Discographie

### Albums studio
- 1982 : L'Aventurier
- 1983 : Le Péril jaune
- 1985 : 3
- 1987 : 7000 danses
- 1990 : Le Baiser
- 1993 : Un jour dans notre vie
- 1996 : Wax
- 1999 : Dancetaria
- 2002 : Paradize
- 2005 : Alice et June
- 2009 : La République des Meteors
- 2013 : Black City Parade
- 2017 : 13
- 2024 : Babel Babel

### Albums live
- 1986 : Indochine au Zénith
- 1992 : Collector 92
- 1994 : Radio Indochine
- 1997 : Indo Live
- 2001 : Nuits intimes
- 2004 : 3.6.3.
- 2007 : Hanoï (Live)
- 2007 : Alice et June Tour
- 2010 : Le Meteor sur Bruxelles
- 2011 : Putain de stade
- 2014 : Black City Tour
- 2015 : Black City Concerts
- 2023 : Central Tour

### Compilations
- 1988 : Indochine (sortie au Pérou seulement)
- 1991 : Le Birthday Album 1981-1991
- 1996 : Unita
- 1996 : Les Versions longues
- 2000 : Génération Indochine
- 2004 : Birthday Album 1981-1996
- 2020 : Singles Collection (1981-2021)

## Tournées
| Année(s)       | Nom                            | Dates          | Album soutenu               | Support                                       | Audience  |
| Tête d'affiche | Tête d'affiche                 | Tête d'affiche | Tête d'affiche              | Tête d'affiche                                |           |
| -------------- | ------------------------------ | -------------- | --------------------------- | --------------------------------------------- | --------- |
| 1981-1982      | Premières dates                | 10,            | -                           | -                                             | -         |
| 1983           | Les Dix Jours De Pékin         | 14             | L’Aventurier                | -                                             | -         |
| 1983-1984      | Le Péril Jaune Tour            | 29             | Le Péril Jaune              | -                                             | 35 000    |
| 1984-1985      | Scandinave Tour                | 9              | Le Péril Jaune / 3          | -                                             | -         |
| 1985-1986      | Indochine Joue...              | 55             | 3                           | Au Zénith                                     | 150 000   |
| 1988           | Tour 88                        | 38             | 7000 Danses                 | -                                             | 135 000   |
| 1992           | Birthday Tour                  | 20             | Le Birthday Album 1981-1991 | Collector 92                                  | -         |
| 1994           | Une Nuit Dans Votre Ville      | 17             | Un Jour Dans Notre Vie      | Radio Indochine                               | 70 000    |
| 1996-1997      | Wax Tour                       | 19             | Wax                         | Indo Live                                     | -         |
| 1998           | Live Tour                      | 15             | -                           | -                                             | -         |
| 1999           | Indo Tour 99                   | 11             | -                           | -                                             | -         |
| 1999-2000      | Dancetaria Tour                | 45             | Dancetaria                  | Les Divisions De La Joie                      | 150 000   |
| 2000-2001      | Une Nuit Intime Avec Indochine | 32             | -                           | Nuits Intimes                                 | -         |
| 2002-2004      | Paradize Tour                  | 94             | Paradize                    | 3.6.3                                         | 500 000   |
| 2005-2007      | Alice & June Tour              | 92             | Alice & June                | Hanoi / Alice & June Tour                     | 600 000   |
| 2009-2011      | Meteor Tour                    | 74             | La République Des Meteors   | Le Meteor Sur Bruxelles / Putain De Stade     | 800 000   |
| 2012           | Paradize +10                   | 2              | Paradize +10                | -                                             | 12 000    |
| 2013-2015      | Black City Tour                | 79             | Black City Parade           | Black City Tour / Black City Concerts         | 800 000   |
| 2015           | Concerts 2015                  | 2              | -                           | -                                             | -         |
| 2016           | Festival Tour 2016             | 7              | -                           | -                                             | 177 000   |
| 2017           | Concerts 2017                  | 2              | -                           | -                                             | -         |
| 2018-2019      | 13 Tour                        | 59             | 13                          | -                                             | 700 000   |
| 2022           | Central Tour                   | 6              | Singles Collection          | Central Tour (album live) Central Tour (film) | 417 799   |
| 2023           | Festival Tour 2023             | 11             | -                           | -                                             | 242 000   |
| 2025-2026      | Arena Tour                     | 104            | Babel Babel                 | -                                             | 1 000 000 |
| Total          | Total                          | 809            |                             |                                               | 5 188 000 |

## Reprises
En 1998, le groupe reprend Seasons in the Sun qui est le titre adapté en anglais de Le Moribond interprété lors d'une émission télévisée en hommage à Jacques Brel diffusée sur France 2 le 9 octobre 1998.
En 2010, le groupe Nouvelle Vague reprend L'Aventurier en version bossa nova dans son quatrième album Couleurs sur Paris. Michaël Gregorio en avait également fait de même précédemment mais en imitant Nicola Sirkis dans son spectacle Michael Gregorio pirate les chanteurs. Le groupe américain Nada Surf fait lui aussi une reprise de L'Aventurier, arrangée par Benjamin Biolay en 2003. Vincent Malone a apporté sa touche en reprenant L'Aventurier dans une sorte de parodie bossa nova. Une reprise du groupe Brett de 3 nuits par semaine a également été faite.
Le groupe de black metal français Anorexia Nervosa reprend le titre Les Tzars sur leur album Redemption Process sorti en 2004. En 2011, la troupe des Enfoirés reprend le titre J'ai demandé à la Lune intitulée On ne demande pas la lune, ce sera leur hymne de l'année. En 2013, le groupe The Hiram Key sur leur album Escape from Tzolk'in, reprend la chanson Electrastar, arrangée et chantée en anglais sous le nom d'Electrostar.
En 2015, la troupe des Enfoirés reprend le titre Trois nuits par semaine chanté par Michaël Youn, Jenifer, Patrick Fiori, Lââm, Emmanuel Moire, Tal et Kad Merad. Pendant la chanson, Dany Boon, Grégoire et Jean-Baptiste Maunier interprètent le refrain de L'Aventurier.

## Dans la culture populaire
La notoriété du groupe lui vaut d'être caricaturé par Les Inconnus lors de l'un de leurs sketches diffusé dans le cadre de l'émission de télévision La Télé des Inconnus en 1990. Ils y parodient le groupe ainsi que Partenaire particulier en interprétant une chanson tendance new-wave volontairement bêtifiée, Isabelle a les yeux bleus, adoptant le look typique de ces années-là et mimant les attitudes qui leur sont associées.
Le clip de Punishment Park ainsi que les paroles au sens abstrait sont repris de la même manière par les Inconnus dans leur chanson Et vice et versa.

### Partitions
- Indochine, compilation L’Aventurier & Le Péril Jaune, Musicom distribution, 1986
- 3, Musicom distribution, 1985
- 7000 Danses, Musicom distribution, 1987
- Le Baiser, Musicom distribution, 1990
- Indo Live, Éditions Musicales Françaises, 1998
- Songbook Intégral, Beuscher/Bookmakers International, 2004
- Alice & June, Beuscher/Bookmakers International, 2006
- La République Des Meteors, Beuscher/Bookmakers International, 2009